# Zsolt Nándor Zene- és Művészeti Iskola

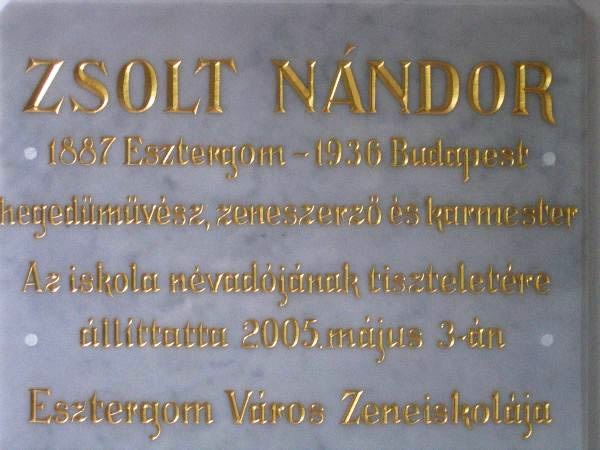
A névadó Zsolt Nádor emléktáblája az épület aulájában

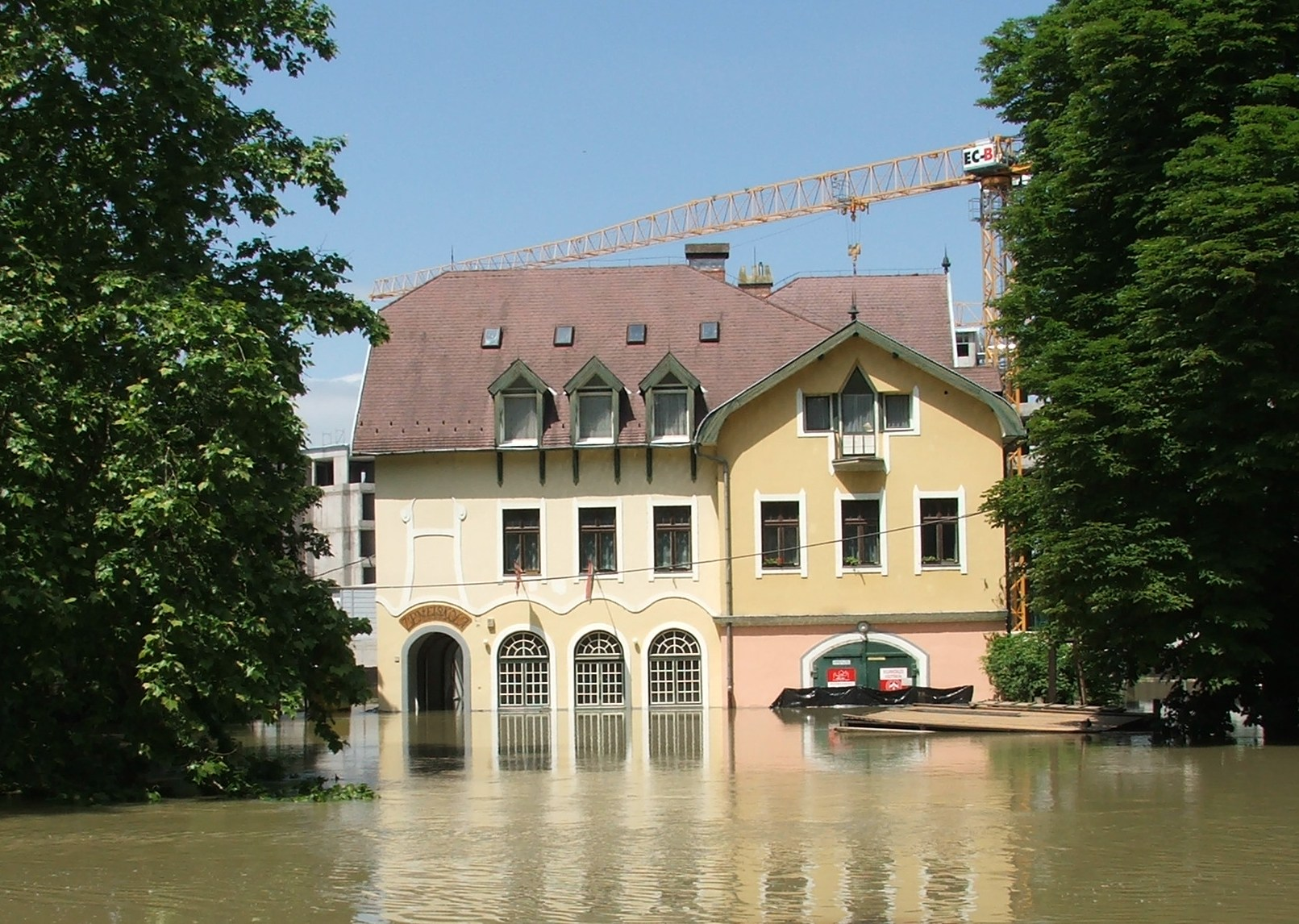
A zeneiskola épülete árvíz idején 2010-ben

Az esztergomi Prímás-szigeten található Zsolt Nándor Katolikus Zeneiskola Esztergom és környékének alapfokú művészeti oktatási intézménye. A 2019 szeptember 1 óta egyházi fenntartásban működő intézmény 400 fő körüli tanulólétszámmal rendelkezik, akik 8 tanszakon végezhetik zenei tanulmányaikat. A zeneiskolai tanítás 25 tanteremben folyik. Ebből csoportos oktatásra 3 tanterem alkalmas. Az iskola 110 férőhelyes hangversenyterme egyben az iskolai zenekarok, a Városi Szimfonikus Zenekar és a Balassa Bálint Vegyeskar próbaterme is.

## Története
Az esztergomi hangszeres zeneoktatás intézményének megalakulási éve 1928, amikor a helyi lapban felhívásban szóltak a városban élő szülőkhöz, hogy elképzeléseik szerint írassák be gyermekeiket a létrejött zeneiskolába. Az induló intézmény első tantestületének élére Buchner Antal főszékesegyházi karnagyot, a Zeneegylet  megszervezőjét nevezte ki a város. Az iskola megnyitásakor 47 tanuló kezdte meg zenei tanulmányait az akkor még a Német (ma Petőfi Sándor) utcában lévő épületben. 1931-ben már hat főtanszakkal, zeneszerzés, ének, zongora, hegedű, cselló, nagybőgő, valamint elméleti melléktanszakokkal működött az iskola. A háború idején takarékossági okok miatt szünetelő oktatás 1937-ben újra elkezdődött Dr. Sztárcsevich László vezetésével. 1961-ben a helyi művelődési házban folyt már a zenei oktatás, megközelítőleg kétszáz fős tanulói létszám mellett.1962-ben az intézmény története döntő mérföldkőhöz érkezett, amikor az iskolát állami zeneiskolává alakították. 1964-től Szabó Tibor vette át az intézmény irányítását, akinek igazgatása alatt már kilenc tanár képezte a tantestületet. Az egyre növekvő tanulószám miatt az akkori városi vezetés úgy döntött, hogy a számtalan költözést megélt zeneiskola megkapja az akkor Szabad Május sétánynak elnevezett Prímás-szigeti részen a korábban kizárólag csónakháznak használt épület döntő részét. 1970-ben a zeneiskola igazgatója már Reményi Károly volt, akinek elgondolása alapján kezdődött az épület felújításához szükséges tervek elkészítése. Komárom megye pénzügyi támogatásának köszönhetően 1982-ben megkezdődött az épület átépítése és bővítése. 1988-ra Urbányi Károly és később Mújdricza Ferenc építészek tervei végső formát adtak az épületnek, de a zeneiskola épületének külső befejezésére 1994-ig várni kellett.
1999-ben a zeneiskola igazgatója Novák László volt, akit 2000-ben már Reményi József követett az igazgatói székben. 2001-től kezdve a zeneiskola igazgatója Udvardyné Pásztor Ágnes. 2004-ben az iskola ünnepélyes keretek között felvette az esztergomi születésű hegedűművész és zeneszerző Zsolt Nándor nevét. A zeneiskola szakmai fejlődésének a 2007. év fontos állomása volt, amikor az intézmény elnyerte a „Kiválóra minősített alapfokú művészetoktatási intézmény” címet. Az iskola tanszakinak száma 2008-ban a népzene tanszak elindulásával tovább gyarapodott. 2009-ben megtörtént a zeneiskola fűtés rendszerének korszerűsítése ill. az épület teljes belső befejezése és felújítása.
2012. január 1-jétől a város nehéz anyagi körülményei miatt állami fenntartásba került.
2019. szeptember 1-jétől a zeneiskola egyházi fenntartásba került. A fenntartó a városban több iskolát is működtető EKIF.

## Tanszakok
- Zongora tanszak
- Magánének tanszak
- Gitár tanszak
- Ütő tanszak
- Fúvós tanszak
- Vonós tanszak
- Népzene tanszak
- Zeneelmélet tanszakok: szolfézs, zeneirodalom

## Fúvószenekar
Vezetője: Reményi László
A fúvószenekart Kriska György – a zeneiskola volt tanára – alapította 1992-ben. Tagjai az iskola magasabb évfolyamos növendékei közül kerülnek ki, illetve szívesen visszajárnak régi zeneiskolás növendékek is. Repertoárjukban éppúgy megtalálhatóak a fúvószenekarokra jellemző indulók, mint az ifjúsági zenekarokra írt koncertdarabok, és az úgynevezett szórakoztató zene. Repertoárjuk folyamatosan bővül. Szereplési lehetőségeik: fúvószenekari fesztiválok, városi szereplések, zeneiskolai hangversenyek.
2014-ben részt vettek a lengyelországi Rybnikben megrendezett "Zlota Lira" Fúvószenekari versenyen ahol ezüst minősítést értek el.

## Vonós zenekar
Vezetője: Németh Judit
Az együttest 1996-ban alapította Pásztóiné Nádudvary Erika. Tagjai az iskola vonós tanszakának évfolyamaiból kerülnek ki, de szívesen visszajárnak régi zeneiskolás növendékek is. Repertoárjukban megtalálhatóak klasszikus művek, tradicionális zene, egy-egy ünnepkörhöz kapcsolódó feldolgozások, valamint filmzenék és a könnyűzene is. Több alkalommal vállalkoznak egyszerűbb versenyművek megszólaltatására, melyek szólistái a zeneiskola növendékei. Az együttes több alkalommal lép fel nagy sikerrel iskolai, városi és környékbeli rendezvényeken, fesztiválokon. A Komárom-Esztergom Megye Zeneiskolák I. (2007.) és II. (2009.) Vonószenekari Fesztiválján, a rendezvény szakmai értékelője Medveczky Ádám Liszt-díjas, érdemes művész mindkét alkalommal arany minősítésben részesítette a zenekart.

## Partnerintézményi kapcsolatok
- Városi Zeneiskola, Bamberg Németország
- Musikschule Mariazellerland - Városi Zeneiskola, Mariazell - Ausztria